# Георги Христов (северномакедонски футболист)
Вижте пояснителната страница за други личности с името Георги Христов.
Георги Христов (на македонска литературна норма: Ѓорѓи Христов) е северномакедонски футболист, нападател. Най-известен с изявите си за английския Барнзли във Висшата лига и за сръбския Партизан (Белград) в началото на кариерата си. Има 48 мача и 16 гола за националния отбор на Македония. Дълго време държи рекорда за най-резултатен футболист с екипа на представителния тим, преди рекордът да бъде подобрен от Горан Пандев.

## Клубна кариера
Юноша е на ФК Пелистер. През 1994 г. преминава в тима на Партизан (Белград). В първия си сезон за „гробарите“ Христов е резерва на голмайстора Саво Милошевич. Македонецът изиграва 12 мача и вкарва 3 гола. След трансфера на Милошевич в Астън Вила Христов става титулярен нападател на „черно-белите“ и печели две поредни шампионски титли на Съюзна република Югославия. Преверъща се в любимец на феновете с двата си гола в дербито срещу Цървена звезда през юли 1996 г., спечелено от Партизан с 3:2. За тима на Партизан изиграва 61 мача и вкарва 21 гола.
През лятото на 1997 г. е продаден на новака в Английската Висша лига Барнзли за 1,5 млн. паунда – рекорден трансфер за английския клуб.. В единствения си сезон в Премиършип Христов записва 23 мача и 4 гола. Барнзли не успява да се задържи в елита и изпада, завършвайки на 19-о място в класирането. Звездният миг на нападателя е голът му срещу Блекбърн Роувърс на 31 март 1998 г., смятан за един от най-красивите във Висшата лига. Нападателят остава в тима и в Първа дивизия, но през 1998 г. получава тежка травма на коляното и пропуска почти целия сезон. През сезон 1999/00 губи мястото си в отбора и записва едва 19 мача.
През лятото на 2000 г. напуска Барнзли и подписва с НЕК Ниймеген. Христов записва силен сезон в Холандия, като става голмайстор на отбора с 15 точни попадения. Въпреки голмайсторските умения, контузиите продължават да преследват нападателя и през сезон 2001/02 той записва само 8 мача и 1 гол. Христов не успява да се върне на предишното си ниво и през 2003 г. преминава в друг холандски тим – Цволе. Отборът обаче изпада от Ередивизи в края на сезон 2003/04 и Христов напуска.
След края на холандския престой кариерата на нападателя спада поради честите контузии и честата смяна на отбори. През сезон 2005/06 става шампион на Унгария в състава на Дебрецен. През 2008 г. подписва с холандския Ден Бош, като вкарва 8 гола в 27 мача в Еерсте дивизи, но не успява да помогне на тима да спечели промоция за елита. Следва кратък престой във ФК Баку, където печели титлата на Азербайджан. Завършва кариерата си през 2010 г. във финландския ЮЯК Ювяскюля.

## Национален отбор
Дебютира за националния отбор на 10 май 1995 г. в мач с Армения. Двубоят завършва 2:2, като Христов отбелязва и първия си гол за представителния тим. За Македония има 48 мача и 16 гола. В продължение на повече от 11 години е рекордьор по отбелязани голове за своята страна, като през 2009 г. Горан Пандев подобрява постижението му.

## Треньорска кариера
През октомври 2011 г. става треньор на Металург (Скопие). Остава на поста до 2012 г., като си подава оставката след разгромна загуба от Шкендия (Тетово) с 1:5 в мач от Купата на Македония.

## Успехи
- Шампион на СР Югославия – 1995/96, 1996/97
- Шампион на Унгария – 2005/06
- Шампион на Азербайджан – 2008/09